# Ho camminato con uno zombi
Ho camminato con uno zombi (I Walked with a Zombie) è un film horror del 1943 diretto da Jacques Tourneur.

## Trama
Betsy Connell, un'infermiera canadese da poco laureata, è assunta per prendersi cura di una paziente malata di mente in una remota abitazione sull'isola di San Sebastian, nelle Indie Occidentali Britanniche. La donna malata vive insieme al marito Paul Holland e al di lui fratellastro Wesley. Entrambi amano la donna.
Holland crede che sua moglie sia diventata ormai pazza, mentre gli abitanti del luogo, uomini e donne afro-caraibici, credono che si sia trasformata in uno zombie. Con l'aiuto di un medico locale, l'infermiera tenta di far risvegliare la donna dal suo stato di trance. Il tentativo non va a buon fine e l'infermiera viene a conoscenza dell'esistenza di uno spirito-dio locale (Damballa) in grado di curare questo tipo di malattie tramite rituali voodoo, e decide di portare la sua paziente da lui a insaputa del marito e della madre di lui che sarebbero stati contrari.

## Produzione
Ho camminato con uno zombi è il secondo noir horror del produttore Val Lewton per la RKO Pictures, dopo Il bacio della pantera, che riscosse molto successo. Il montaggio del film fu realizzato dal futuro regista Mark Robson, che più tardi dirigerà il suo primo film per il produttore Lewton.
Come accadde per molti film horror di Lewton, con l'aiuto di alcuni sceneggiatori di fiducia, venne prima deciso il titolo del film e successivamente si costruì la trama del film attorno a esso.

## Colonna sonora
Le musiche del film sono state composte da Roy Webb, autore anche delle colonne sonore degli altri due titoli della trilogia del fantastico di Tourneur-Robson-Lewton.

## Distribuzione
Il film è stato distribuito negli Stati Uniti a partire dal 17 marzo 1943.
Il film non venne distribuito in Italia durante il periodo bellico, rimanendo inedito finché non venne doppiato in italiano per un passaggio televisivo nel 1984 dalla Sinc Cinematografica di Mimmo Palmata.

## Accoglienza
Ho camminato con uno zombi riscosse molto successo ai botteghini all'epoca e fu uno dei primi film che affrontarono una tematica horror, genere che poi diventerà cult con George A. Romero negli anni sessanta, fino ai vari remake degli anni 2000. È stato acclamato per la sua atmosfera accattivante e le sue perfette interpretazioni. Gli zombi rappresentati nel film sono ispirati dal folklore haitiano e dunque distanti dal moderno concetto di morto vivente introdotto dalla rivisitazione occidentale del mito.

## Citazioni e omaggi
- Roky Erickson, cantante del gruppo rock psichedelico The 13th Floor Elevators, scrisse una canzone con lo stesso titolo per il suo album The Evil One edito nel 1981. Il brano fu interpretato anche dai R.E.M. e dagli Elf Power.
- Gli Wednesday 13 hanno pubblicato il loro primo singolo solista col nome I Walked with a Zombie, presente nell'album Transylvania 90210: Songs of Death, Dying, and the Dead.